# Primula elizabethiae
Primula elizabethiae là một loài thực vật có hoa trong họ Anh thảo. Loài này được Ludlow ex W.W. Sm. miêu tả khoa học đầu tiên năm 1937.